# Список графов Голландии
Граф Голландии (нидерл. Graven van Holland, нем. Grafen von Holland) — титул правителя Голландии в период с X по XVII век.

## Голландский дом(Герульфинги)

Герб Графов Голландских

Первый граф Голландии, Дирк I был сыном (родным либо приёмным) Герульфа, графа Кенемерланда (Западнофризского), хотя существует версия, что Дирк был сыном сестры Герульфа, супруг которой скончался, когда ребёнок был ещё младенцем. Он получил в 922 году от короля Западно-Франкского королевства Карла III Простоватого владения около Эгмонда — в местечке под названием Бладелла (около современного Эйндховена). Именно от этого события ведёт свою историю Голландское графство. Однако до 1100 года эти земли были более известны под названием Западная Фрисландия, Фризия или Кенемерланд.
Стоит заметить, что вопросы хронологии правления первых графов не очень точны. Последние исторические теории по этому поводу предполагают существование ещё одного графа, между Дирком I и Дирком II, так как имя Дирка I первого упоминается в ряде исторических документов между 896 и 988, причём в зависимости от времени — правление и общая характеристика его различна. Этот третий граф Дирк размещён между Дирком I и Дирком II, и пронумерован как Дирк I ещё раз, чтобы избежать путаницы с уже установленной нумерацией.
- ок.885 — ок.889: Герульф Младший, граф в Западной Фризии (Кенемерланда)
- ок.921 — ок.931: Дирк I (ум. ок. 928/939), сын предыдущего (?)
- ок.931 — ок.939: Дирк I Второй, сын предыдущего
- ок.939 — 988: Дирк II (ум. 988), сын предыдущего
- 988 — 993: Арнульф (951—993), сын предыдущего
- 993 — 1039: Дирк III Иерусалимский (ум. 1039), сын предыдущего
- 1039 — 1049: Дирк IV (1020/1030 — 1049), сын предыдущего
- 1049 — 1061: Флорис I (1020/1030 — 1061), брат предыдущего
- 1061 — 1091: Дирк V (1052—1091), сын предыдущего
Гертруда Саксонская (ум. 1113), жена Флориса I, регент графства в 1061—1071
Роберт I Фризский (регент), второй муж Гертруды, регент графства в 1063—1071
Годфрид IV Горбатый, герцог Нижней Лотарингии, регент графства с 1063
- 1091 — 1122: Флорис II Толстый (ум.1122), первый назвался титулом граф Голландии, сын предыдущего
- 1122 — 1157: Дирк VI (ок. 1114—1157), сын предыдущего
Петронила (Гертруда) Эльзасская (ум. 1144), жена Флориса II, регент графства в 1122—1130
1129—1131: Флорис Чёрный (ум. 1132), брат Дирка VI, восстал против брата и матери
- 1157 — 1190: Флорис III (1141—1190), сын предыдущего
- 1190 — 1203: Дирк VII (ум. 1203), сын предыдущего
- 1203 — 1207: Ада (ум. 1223), дочь предыдущего
1203 — 1207: Людвиг II Лоонский (ум. 1218), муж предыдущей, граф Лоона
- 1203 — 1222: Виллем I (ок. 1167—1222), брат Дирка VII
- 1222 — 1234: Флорис IV (1210—1234), сын предыдущего
- 1234 — 1256: Виллем II (1228—1256), король Германии с 1247, сын предыдущего
Виллем (ум.1238), брат Флориса IV, регент графства в 1234—1238
Оттон (ум.1249), брат Флориса IV, регент графства в 1238—1239, епископ Утрехта с 1245
Флорис (ум.1258), брат Виллема II, регент графства в 1248—1258
- 1256 — 1296: Флорис V Крестьянский Бог (1254—1296), сын предыдущего
Аделаида (Алейда) (ум.1284), сестра Виллема II, регент графства в 1258—1263
- 1296 — 1299: Иоанн (Ян) I (1284—1299), сын предыдущего
Ян III ван Ренесс (ум. 1304), регент графства в 1296—1297
Вольферт I ван Борселен (ум. 1299), регент графства в 1297—1299
Ян (Иоанн) II д’Авен, регент графства в 1299

## Авенский дом

Герб объединённых графств Эно, Голландия и Зеландия, принятый Жаном I д’Авен

После смерти бездетного Яна I графство было унаследовано Иоанном (Яном) II Авенским, графом Эно, сыном Аделаиды Голландской, сестры Виллема II.
- 1299—1304: Ян (Иоанн) II (1247—1304), сын предыдущего, также граф Эно с 1280
- 1304—1337: Виллем III Добрый (1286—1337), сын предыдущего, также граф Эно (Гильом (Вильгельм) I)
- 1337—1345: Виллем IV (1307—1345), сын предыдущего, также граф Эно (Гильом (Вильгельм) II)
- 1345—1356: Маргарита I (1310—1356), графиня Эно (Маргарита I), графиня Голландии и Зелландии, сестра предыдущего.
муж: с 1324 Людовик IV Баварский (1282—1347), император Священной Римской империи.

## Баварский дом (Виттельсбахи), Голландская линия

Герб графства Эно во время правления Баварской династии

- 1356—1358: Виллем V Баварский (1330—1388), граф Эно с 1356, граф Голландии и Зелландии(Виллем V) с 1354, герцог Баварско-Штраубинский (Вильгельм I) с 1347, сын предыдущих.
- 1358—1404: Альберт I Баварский (1336—1404), граф Эно, граф Голландии и Зелландии, герцог Баварско-Штраубинский (до 1388 — регент), брат предыдущего.
- 1404—1417: Виллем VI Баварский (1365—1417), граф Эно (Гильом (Вильгельм) IV), граф Голландии и Зелландии (Виллем VI), герцог Баварско-Штраубинский (Вильгельм II), сын предыдущего.
- 1417—1433: Якоба Баварская (1401—1436), графиня Эно, Голландии и Зелландии, герцогиня Баварско-Штраубинская дочь предыдущего.
1418—1427: Ян II Бургундский (1403—1427), герцог Брабанта и Лимбурга (Жан IV) с 1415, граф Эно (Жан II), Голландии и Зелландии (Ян III) с 1417, 1-й муж Якобы.

В 1428 году Якоба признала своим наследником Филиппа III Доброго, герцога Бургундии, в чью пользу отреклась в 1433 году.

## Династия Валуа,Младший Бургундский дом

Герб Филиппа III Доброго.)

- 1419—1467: Филипп I Добрый (1396—1467), герцог Бургундии (Филипп III), граф Бургундии и Артуа (с 1419), маркграф Намюра (с 1429), герцог Брабанта и Лимбурга (с 1430), граф Эно, Голландии и Зеландии (с 1432), герцог Люксембурга (с 1443);
- 1467—1477: Карл Смелый (1433—1477), герцог Бургундии, Брабанта, Лимбурга, Люксембурга, граф Бургундии, Артуа, Геннегау, Голландии, Зеландии, маркграф Намюра (с 1467), герцог Гелдерна (c 1473), сын предыдущего;
- 1477—1482: Мария Бургундская (1457—1482), герцогиня Бургундии, Брабанта, Лимбурга, Люксембурга, Гелдерна, графиня Бургундии, Артуа, Геннегау, Голландии, Зеландии, маркграфиня Намюра, дочь предыдущего;
муж император Максимилиан I (1459—1519)

## Дом Габсбургов
При Габсбургах графством фактически управлял наместник императора — статхаудер (штатгальтер).
- 1477—1482: Максимилиан I (1459—1519), император Священной Римской империи с 1486, эрцгерцог Австрии, герцог Штирии, Каринтии и Крайны (1493—1519), муж Марии Бургундской
- 1482—1506: Филипп II Красивый (1478—1506), король Кастилии c 1504 (Филипп I), герцог Бургундии и пр. с 1482, сын Максимилиана I и Марии Бургундской
- 1506—1555: Карл II (1500—1558), император Священной Римской империи (Карл V) 1519—1555, король Испании (Карл I) 1516—1556, эрцгерцог Австрии, герцог Штирии, Каринтии и Крайны, граф Тироля 1519—1521, герцог Бургундии и пр. 1506—1555, сын Филиппа Красивого
- 1555—1581: Филипп III (1527—1598), король Испании (Филипп II) с 1556, король Португалии (Филипп I), герцог Бургундии и пр. с 1555, сын императора Карла V

## Титулярные графы Голландии (Габсбурги)
В 1581 году Республика Соединённых Провинций, в которую в 1579 году вошло графство Голландия, объявила себя независимой от Испании, однако короли Испании продолжали носить титул графа Голландии.
- 1581—1598: Филипп III (1527—1598)
- 1598—1621: Филипп IV (1578—1621), король Испании (Филипп III), герцог Брабанта и пр. с 1598, король Португалии (Филипп II) с 1598, сын предыдущего
- 1621—1648: Филипп V (1605—1698), король Испании (Филипп IV), герцог Брабанта и пр. с 1621, король Португалии 1621—1640, сын предыдущего

По Мюнстерскому договору, подписанному в 1648 году, король Испании признал независимость Республики Соединённых Провинций и перестал использовать титул графа Голландии.